# Gudhems kloster

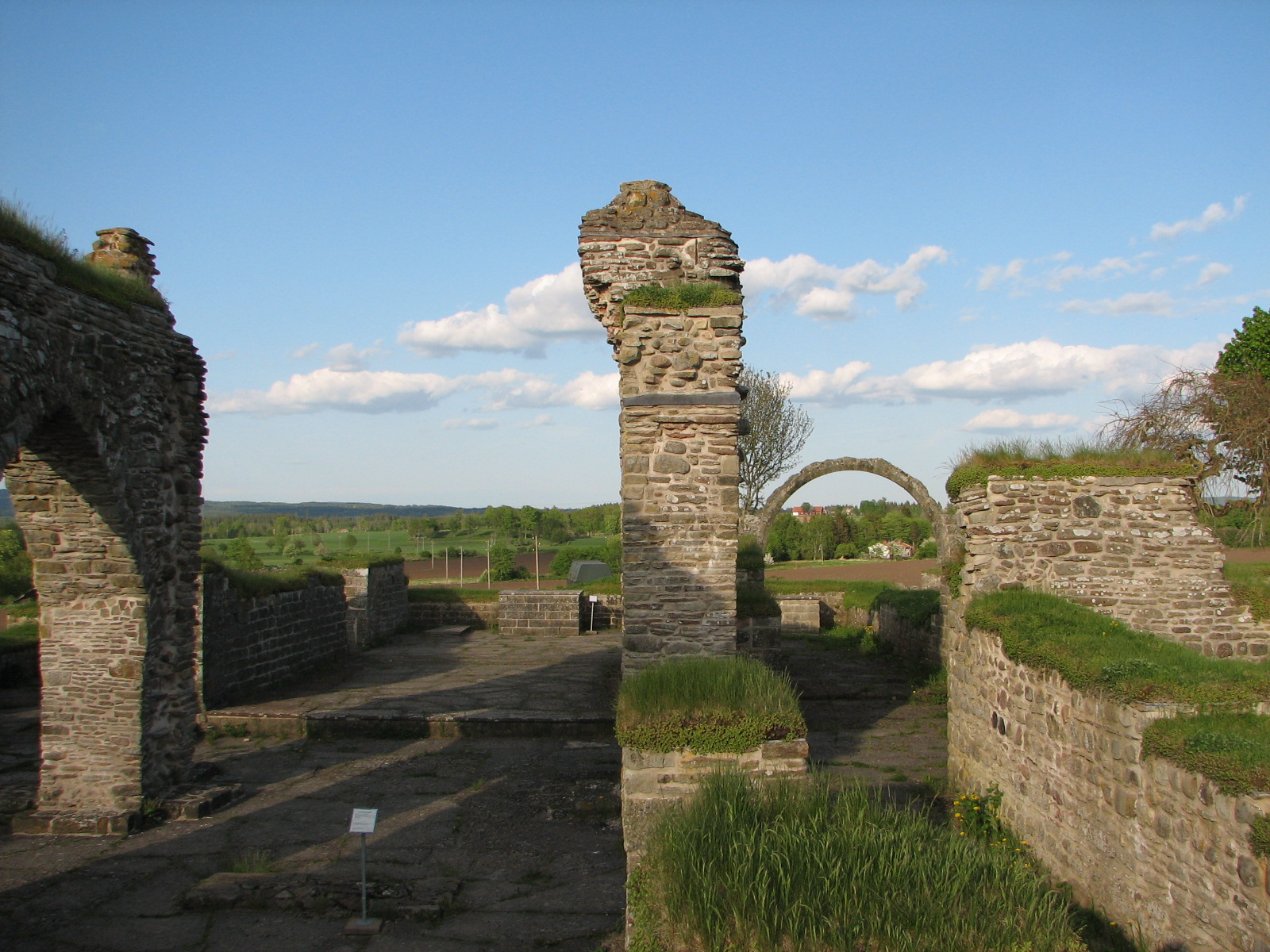
Gudhems klosterruin

Gudhems kloster var ett nunnekloster i Gudhem utanför Falköping mellan 1100-talet och 1529. Ruinerna efter klostret och klostermuren finns bevarade väl synliga i Gudhem. 

## Historik

### Grundande
Gudhem är en gammal samlingsplats och namnet bör betyda "gudars hem". Platsen ligger på högslätten med utsikt mot Billingen. Den har ett fördelaktigt läge vid den gamla pilgrimsleden som gick från kontinenten via Danmark och Ätradalen till Falan samt Skara och därifrån vidare till Olav den heliges grav i Nidaros i Tröndelagen i Norge. Biskop Andreas Olavi Rhyzelius uppger i sin Klosterbeskrifning från 1740 att "Gudhem fått sitt namn af ordet Gud, emedan här skall i hednatiden varit ett afgudatempel, uppfyllt med hundrade gudar." Till detta lägger hembygdsforskaren Assar Blomberg att templet "enligt en uppgift" ska ha varit helgat åt Tor. Denna uppgift är hämtad från Jomsvikingasagan. Där kallas Gudhem för Goðheimr.
Enligt en sen tradition först nedtecknad av Johannes Magnus skall klostret grundats av den danske kungen Sven Estridssons före detta hustru Gunhild. Gunhild nämns av såväl Adam av Bremen som Saxo Grammaticus, men de säger ingenting om Gudhem eller ens om Västergötland, ej heller att hon skall grundat ett kloster. Denna historia om klostrets grundande hör troligen ihop med det faktum, att den Gunhild, som återvände till Sverige efter att kyrkan upplöst hennes äktenskap på grund av släktskap i förbjudna led, ska ha tillbringat resten av sitt liv tillbakadraget med sina tärnor på sitt gods, där de ägnade sig åt religion och sydde kyrkliga textilier, och levde i en tillvaro som uppfattades som klosterliknande. I själva verket grundades klostret under andra hälften av 1100-talet, någon gång före 1175. Äldre historiker uppger årtalet 1161. 
Omkring 1175 skänktes Gudhems kungsgård till det nygrundade Gudhems kloster av kung Knut Eriksson. Klosterkyrkan, som ursprungligen tillhörde kungsgården är något äldre och uppförd i början av 1100-talet. Gudhem räknas som ett av Sveriges allra första kloster efter Vreta kloster (1100) och Alvastra kloster (1143).

### Katarina Sunesdotter
En annan gynnare av klostret var Katarina Sunesdotter. Hon var änka efter kung Erik Eriksson (1216–1250). Katarina donerade när hon blivit änka gods till klostret, och levde sedan i det till sin död. Genom detta fick man möjlighet att bygga upp en klosteranläggning och klosterkyrka, vilka fortfarande finns kvar som ruiner. Under kommande decennier ökade Gudhem i storlek och betydelse för varje donation.
Katarina avled i klostret år 1252. Hon fick sin grav i klosterkyrkans västparti där en gravtumba murades. Resterna finns kvar. Graven försågs med en skulpterad gravhäll som nu finns på Statens historiska museum. En gjuten kopia sattes upp år 1964 på den ursprungliga platsen i ruinen. Gravhällen är nästintill unik för svensk medeltid; den enda liknande gravvården är den över Birger jarl med familj i Varnhems klosterkyrka. Troligen har den haft som förebild den gravhäll som uppsattes över Berengaria, drottning av England vid ungefär samma tid i cisterciensklostret L'Épau.

### Storhetstid
Gudhems nunnekloster hade sin storhetsperiod på 1200-talet.
Nunneklostret var anslutet till cisterciensorden. Efter Katarinas donation byggdes kyrkan om och förlängdes mot öster och vid kyrkans norra sida uppfördes konventsbyggnaderna. Klosterkyrkan försågs med exklusiv huggstensdekor. Dessutom försågs den bland annat med portaler och konsoler. Delar av detta har återfunnits. I klosterkyrkans ruin finns altaret kvar. I långhuset finns rester av leksysteraltaret.
Öster om klostret finns ruiner efter ett hospits. Detta var ett slags gästhem. Klostret var nämligen skyldigt att ta emot resande, inte minst pilgrimer på väg mot Nidaros. Denna plikt blev med tiden så betungande att klostret en period flyttades till Rackeby kungsgård på Kålland. Det flyttades därefter vidare till Aranäs, varefter det återkom till Gudhem.

### Ruin

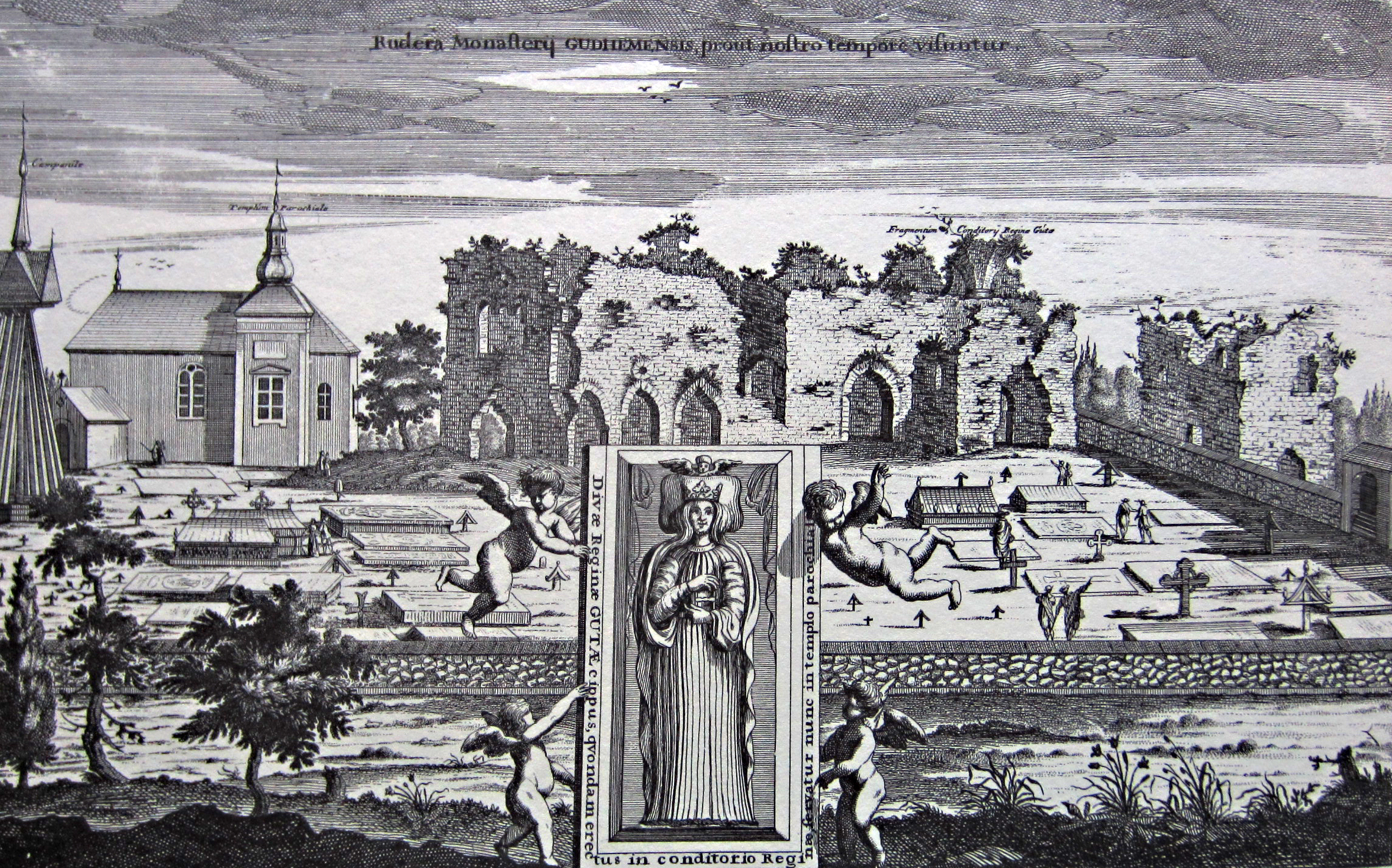
Gudhems kloster avbildat i Suecia antiqua et hodierna, efter teckningar från år 1691, tillsammans med drottning Katarinas gravvård, felaktigt attribuerad till Gunhild.

Vid reformationen 1527 drogs klostret in till kronan. Nunnorna fick leva på underhåll från klostrets före detta gods i utbyte mot 72 pund smör. Året därpå, 1528, förlänades det av Gustav Vasa till riddaren Nils Olofsson, med garanti för att nunnorna fick leva kvar i byggnaden på livstid. År 1529 eldhärjades klostret och blev ruin. Orsaken uppges ha varit vådeld. Abbedissan ansökte då hos kungen om att bygga upp klostret igen, och tilläts göra detta, men enbart för egna medel. Nunnorna flyttade då in hos olika privatpersoner i omgivningens allmoge. Så sent som den 15 juli 1540, då klostergodsen förlänades Peder Brahe, fanns det fortfarande kvar nunnor i trakten som levde på sin underhållsgaranti.    
Ruinerna användes senare som stenbrott. Emellertid var ännu vid 1600-talets slut kyrkans murar bevarade upp till takhöjd.
Klosteranläggningen grävdes ut och konserverades i etapper 1928–1969.

### Föreståndare
Klostrets föreståndare och deras ämbetstid är ofullständigt kända. Nedan följer en uppteckning över de föreståndare som är kända, och den tidpunkt då de finns omnämnda.  
- Katarina Folkesdotter (1250–1271)[7]
- Karin Mattesdotter (1290)
- Gyrid Pedersdotter (1294)
- Ing (-eborg) Mattesdotter (Oxenstierna), död tidigast 1344, (1311–1323) [8]
- Christina Laurensdotter (1330)
- Kaarin (1374)
- Elina Hindriksdotter (1379)
- Christina Andreasdotter (1392)
- Karin Håkonadotter (1399–1418)
- Ingrid Philippussadotter (1424–1430)
- Margareta (1433–1442)
- Margareta Asmundsdotter (1444)
- Christina Bengstdotter (1455–1461)
- Christina Bengstdotter (1465)
- Catharina Pedersdotter (1478)
- Ingeborg Jönsdotter (1487)
- Karin Andersdotter (1490–1497)
- Karin Hansadotter (1500)
- Ingerid Jönsdotter (1513)

## Nutid
Klostret har blivit mycket uppmärksammat via Jan Guillous romaner om riddaren Arn Magnusson, vars trolovade Cecilia Algotsdotter (Cecilia Rosa), i romanen satt inspärrad i Gudhems kloster i 20 år.